# Horii Tomitarō

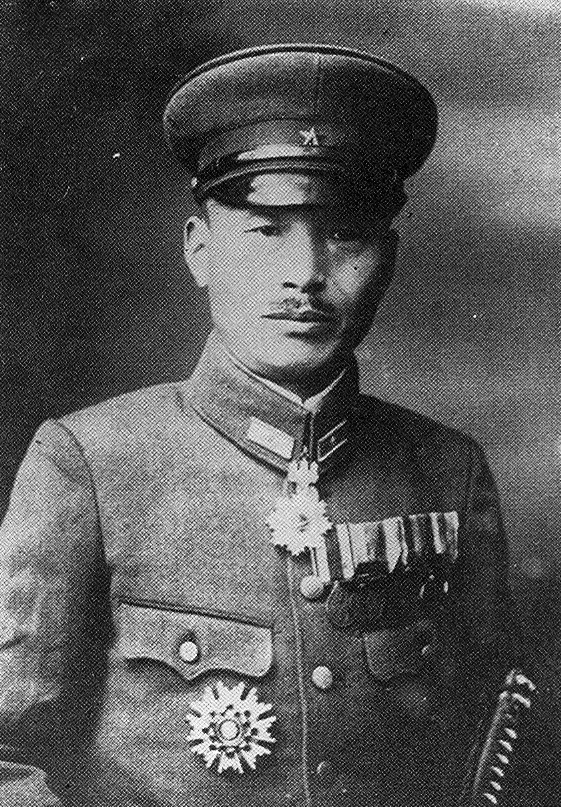
Horii Tomitarō

Horii Tomitarō (jap. 堀井 富太郎; * 7. November 1890 in der Präfektur Hyōgo, Japan; † 23. November 1942 auf Neuguinea) war ein Generalmajor des Kaiserlich Japanisches Heeres.

## Leben
Der in der Präfektur Hyōgo geborene Horii schloss 1911 die Kaiserlich Japanische Heeresakademie ab und trat als Offizier in das Kaiserlich Japanische Heer ein.
Während der auf den Vorfall des 28. Januar in Shanghai folgenden Kämpfe zwischen dem 28. Januar und dem 4. März 1932 wurde er zum Hauptquartier der Shanghai-Expeditionsarmee verlegt.
Zwischen 1935 und 1937 diente Horii im 12. Infanterieregiment, bevor er 1938, nach einer Beförderung zum Oberst im Vorjahr, den Befehl über das 78. Infanterieregiment übernahm. 1941 bekam er den Befehl über die 55. Division, die ein Teil der Kräfte war, welche an der japanischen Invasion Südostasiens teilnahmen.
Während der Besetzung Neuguineas nahmen Horiis Truppen 1942 an der Operation MO zur Eroberung von Port Moresby teil, konnten nach der Schlacht im Korallenmeer jedoch nur in der Gegend um Buna und Garara landen. Daher führte Horii die 8.500 Mann des 144. Regiments über den Kokoda Track um Port Moresby von Land her zu erobern. In dem extrem unwegsamen Gelände gelang es jedoch einer nur kleinen Gruppe von Soldaten des australischen Heeres, die im Rahmen der Kokoda-Track-Kampagne in dem Gebiet stationiert waren, die Japaner aufzuhalten und in schwere Kämpfe zu verwickeln. Nach schweren Verlusten begann Horii sich im September mit seinen Truppen zurückzuziehen. Er ertrank am 23. November im Fluss Kumusi, als sein Schlauchboot bei der Überquerung kenterte.